# 烏別列日
51°14′23″N 26°31′22″E / 51.23972°N 26.52278°E
烏別列日（烏克蘭語：Убереж），是烏克蘭的村落，位於該國西北部羅夫諾州，由薩爾內區負責管轄，始建於1903年，面積0.22平方公里，海拔高度162米，2001年該村落人口60。